# UP STAR
UP STAR (アップスター) は日本の音楽ユニット。
2004年9月に加藤良輔と成昌司 (現・成田昌児) により結成され活動していたが、2006年3月25日のライブをもって解散した。

## メンバー
- 加藤良輔 (1984年3月21日 - )

茨城県出身。O型。
- 成昌司 (現・成田昌児) (1984年9月8日 - )

大阪府出身。A型。

## 出演

### ラジオ
- Cha☆ku-Cha☆ku こちら魔法島放送局 (2004年11月8日) - ゲスト出演
- USEN440 チャンネルI-43 魁! 映画塾 (2005年10月24日) - ゲスト出演

### WEB
- スターチャット.TV
  - 2005年2月23日、3月25日、4月28日、5月26日

### ライブ・イベント
- シバウラ Struck Vol.3 (2004年8月22日、STUDIO Cube 326 ARK)
- Magic Live (2004年10月13日、Live inn Magic)
- LOVE PROJECTION 2004 〜柳生一族の陰謀〜 ＜NOISE SIDE＞ (2004年10月30日、Live inn Magic)
- 魔法でナイト 公開録音 LIVE Vol.16 (2004年11月8日、Live inn Magic)
- ライブ (2004年11月28日、Younger Than Yesterday)
- シークレットライブ (2004年12月19日、あさがやドラム)
- ライブ (2005年1月30日、yokohama Bay Hall)
- ワンマンライブ (2005年2月19日、あさがやドラム)
- なんで奈良? 赤いハチマキ Live! (2005年3月13日、BEVERLY HILLS)
- Magic Live (2005年4月19日、Live inn Magic)
- ワンマンライブ (2005年5月15日、KAKADO)
- 魔法でナイト 公開録音 LIVE Vol.16 (2005年4月19日、Live inn Magic) - 成のみ出演
- ワンマンライブ (2005年6月19日、KAKADO)
- ☆Street Noise☆♂Party!! Vol.1 (2005年6月26日、STUDIO Cube 326 2F ARK) - 成のみ出演
- いい男祭り! Vol.4 (2005年7月10日、LIVE GATE TOKYO) - 成のみ出演
- ライブ (2005年7月21日、KAKADO)
- Cherry Hill Festival Vol.1 (2005年8月2日、Shibuya O-WEST) - DVD公開収録ライブ
- 結成一周年記念ワンマンライブ (2005年9月4日、KAKADO)
- DVD発売記念インストアイベント (2005年9月23日、LaOX ASOBITCITY / 石丸電気SOFT2 7F)
- UP STAR PRESENTS [Shining Stars] (2005年9月29日、CLUB CITTA') - DVD販売記念ライブ
- いい男祭り! Vol.5 (2005年10月9日、LIVE GATE TOKYO)
- Live inn Magic ワンマン! (2005年10月22日、Live inn Magic)
- 本木美沙 & UP STAR ジョイントライブ & 映画 「心の時計」 試写会 (2005年12月11日、KAKADO)
- CHERRY HILL FESTIVAL Vol.2!! (2006年1月7日、RUIDO K4)
- いい男祭り! Vol.6 (2006年1月8日、LIVE GATE TOKYO)
- REY'S IN LIVE (2006年3月12日、目黒食堂)
- 映画 「心の時計」 上映会 (2006年3月19日、伊東市観光会館)
- シバウラ Struck Vol.23 (2006年3月25日、STUDIO Cube 326 ARK)

## ディスコグラフィー

### シングル
1. Heart Beat (2005年2月19日)
  1. Heart Beat
  2. frower
  3. 8月のTAMEIKI
  4. Heart Beat

### DVD
1. LIKE A STAR (2005年9月22日)